# ستيفن هارت
ستيفن هارت (بالإنجليزية: Stephen Hart)‏ (و. 1960  م) هو لاعب ومدرب كرة قدم، من ترينيداد وتوباغو، ولد في سان فرناندو، ترينيداد وتوباغو، يلعب كلاعب وسط.

## روابط خارجية
- ستيفن هارت على موقع قاعدة بيانات كرة القدم.إي يو (الإنجليزية)
- ستيفن هارت على موقع ناشيونال فوتبول تيمز (الإنجليزية)
- ستيفن هارت على موقع عالم كرة القدم.نت (الإنجليزية)